# Тарасов, Николай Григорьевич (учёный)
Никола́й Григо́рьевич Тара́сов (12 [24] мая 1866 года, Псков — 17 марта 1942 года, Ойрот-Тура) — российский и советский краевед и педагог, специалист в области методики преподавания истории. Доктор педагогических наук (1940), профессор, заслуженный деятель науки РСФСР (1940).

## Биография
В 1891 году окончил историко-филологический факультет Московского университета. В дальнейшем продолжил своё образование в Сорбонне и Берлинском университете, где изучал историю искусств.
С 1891 года преподавал историю в 5-й Московской мужской гимназии, вскоре стал инспектором этой гимназии. С первых лет работы в образовании занимался вопросами эффективной организации преподавания. В 1897 году организовал в гимназии образцовые методический кабинет истории, аудитории для классных и внеклассных занятий.
В начале XX века Тарасов уже был признанным специалистом в области методики преподавания истории. Участвовал в работе педагогического общества при Московском университете, на протяжении 1903—1909 года был главным редактором сборников, издававшихся этим обществом. Читал лекции и проводил практические занятия по истории и методике её преподавания на Педагогических курсах им Д. И. Тихомирова и в других педагогических учреждениях. В 1911 году открылся в Педагогический институт им. П. Г. Шелапутина, где Н. Г. Тарасов взял на себя труд преподавать курс методики преподавания истории.
Является автором статей в энциклопедии «Энциклопедический словарь Гранат» (1910—1940).
С 1921 года работал профессором кафедры теории и практики народного образования факультета общественных наук Московского университета.
С 1934 года Тарасов работал на кафедре методики преподавания истории исторического факультета Московского государственного педагогического института. С 1938 года был заведующим этой кафедрой.
Один из авторов «Краткого курса истории СССР» (под ред. А. В. Шестакова) — первого советского учебника по истории СССР для начальной школы.

## Методические идеи
Н. Г. Тарасов оставил заметный вклад в развитии методики преподавания истории в средних учебных заведениях. Как методист он выступал за широкое применение принципа самостоятельной деятельности учащихся, выражавшегося в постоянной подготовке ими разного рода рефератов, организации их работы с историческими документами, картами, рисунками, а также как поборник наглядного метода обучения и автор многих наглядных пособий по истории.
Исторический кабинет, созданный им в 5 Московской мужской гимназии, представлял собой настоящую лабораторию творчества и исторической реконструкции для гимназистов. Здесь активно занимались моделированием, изготавливая, например, макеты жилищ первобытного человека, египетских пирамид, замков феодалов или дворянских усадеб XVIII века.
Ориентируясь на возрастные и психологические особенности учащихся 1-2 классов гимназии, Тарасов разработал методику вступительных бесед и работы с наглядными пособиями. Эта методика стала практическим опровержением теоретических взглядов «официальной» педагогики, согласно которым понимание учащимися многих событий и явлений государственной и общественной жизни возможно не ранее чем с 14-15 лет.
С вниманием, которое Тарасов уделял наглядности, связана разработка учебных пособий, в основе которых лежало использование исторических картин, изображенные на которых события комментировались в специально написанных очерках. Такие пособия он разработал по истории Западной Европы средневековья и раннего нового времени (совместно с С. П. Моравским) и по истории России (совместно с А. Ф. Гартвигом).
Помимо школы местом организации активного обучения для Н. Г. Тарасова был музей. Многие годы используя экспозиции исторического музея в учебных целях, он в 1920-е годы пришёл к следующей методике. Не давая ученикам при посещении музея специальных пояснений сверх того, что уже было пройдено в школьных стенах, Тарасов разделял их на «бригады» по 5-6 человек, предлагая каждой из них самостоятельно подготовить рассказ по содержимому нескольких указанных им витрин. Рассматривая экспонаты, ученики готовились к проведению экскурсии по заданной теме, на что отводилось около 20 минут. Затем ученики проводили экскурсию, в конце которой учитель добавлял обобщение по теме урока. Во время экскурсий ученикам предлагалось использовать знания, почерпнутые ими из чтения научно-популярной литературы, отвечать на вопросы. Таким образом, по мнению Н. Г. Тарасова, школьники не только получали знания, но и развивали необходимые исследовательские навыки.
Методические идеи Н. Г. Тарасова лежали в основе читавшихся им в высших учебных заведениях курсов методики преподавания истории. Уже в программе курса методики, разработанной им для Педагогического института им. П. Г. Шелапутина (в 1911/12 учебном году) Тарасов отмечал необходимость не отвлеченно-теоретического, а практического обучения: 

Прежде всего слушатели присутствуют на уроках руководителя. Затем слушатели посещают различные учебные заведения и изучают там постановку, методы и приемы преподавания, и каждый посещенный урок фиксируется, конспектируется. Помимо этого – препарации к классам, где им предстоят уроки. Эти уроки они дают в присутствии руководителя и всех слушателей, затем – обсуждение. Теперь теория и опыт слились. Завершается работа заключительными рефератами, в которых каждый из слушателей в отведенной ему области представляет все, что ему удалось выработать и усвоить в течение двух лет.

## Сочинения
- Тарасов Н. Г., Моравский С. П. Культурно-исторические картины из жизни Западной Европы IV—XVIII веков. — М., 1903. — XI, 196 с., 12 л. илл. (2-е изд.: М., 1910; 3-е изд.: М., 1914; 4-е изд.: М., 1924).
- Музей Педагогического Общества в первое пятилетие своего существования (1903—1907 гг.) / Под ред. Н. Г. Тарасова. — М., 1908. — 170 с.
- Авторство статей в энциклопедии «Энциклопедический словарь Гранат» (1910—1940).
- Тарасов Н. Г., Гартвиг А. Ф. Из истории русской культуры. Вып. 1-14 . М.: Изд. В. В. Думнова, 1908—1913. [Исторические очерки с приложением учебных картин].
  - Вып. 1: Славянский поселок. — М., 1908. — 19 с., 1 л. илл.
  - Вып. 2: Полюдье. — М., 1908. — 19 с., 1 л. илл.
  - Вып. 3: Съезд князей. — М., 1911. — 15 с., 1 л. илл.
  - Вып. 4: Половецкий набег. — М., 1908. — 19 с., 1 л. илл.
  - Вып. 5: В монастыре. — М., 1908. — 28 с., 1 л. илл.
  - Вып. 6: В усадьбе князя вотчинника. — М., 1909. — 24 с., 1 л. илл.
  - Вып. 7: Враг под стенами. — М., 1910. — 26 с., 1 л. илл.
  - Вып. 8: Вече в Новгороде. — М., 1911. — 8 с., 1 л. илл.
  - Вып. 9: На пристани в Новгороде. — М., 1911. — 24 с., 1 л. илл.
  - Вып. 10: В Московском Кремле. — М., 1913. — 18 с., 1 л. илл.
  - Вып. 11: На службе государству. — М., 1910. — 23 с., 1 л. илл.
  - Вып. 12: Крестьянский союз. — М., 1913. — 14 с., 1 л. илл.
  - Вып. 13: Книжное научение. — М., 1913. — 16 с., 1 л. илл.
  - Вып. 14: В тереме. — М., 1913. — 18 с., 1 л. илл.
- Тарасов Н. Г. Экскурсия в глубь веков по памятникам Императорского Исторического музея в Москве. Вып. 1: Каменный и бронзовый века. — М., 1916. — 32 с.
- Тарасов Н. Г. Проблема подготовки учителя истории для средней школы в России в прошлом и настоящем. // Вопросы преподавания истории в средней и начальной школе. Вып. 2. — М., 1917. — С. 1-57.
- Обществоведение: Сб. статей / Под ред. Н. Г. Тарасова. Тт. 1-5. — Пг.: «Сеятель», 1924—1926. — (Библиотека обществоведения).
  - Т. 1: Жизнь общества в первичных формах и в сложных образованиях античного рабовладельческого мира.
  - Т. 2: Формы организации труда и общества в Европе в эпоху преобладания натурального хозяйства и развития средиземноморской торговли.
  - Т. 4: Жизнь общества в эпоху новейшей мировой торговли, капиталистической промышленности и развития социализма.
  - Т. 5: Капитализм и социализм: экономические и государственно-правовые основы жизни общества.
- Тарасов Н. Г. Массовые обществоведческие экскурсии и общественно-полезный труд. Теория и практическое оформление. — М.: Работник просвещения, 1927 — 35 с.
- Тарасов Н. Г. Объяснительный текст для преподавателей к картинам по истории. — М.: Учпедгиз, 1937. — 12 с.
- Тарасов Н. Г. Методика преподавания истории: Лекции. — М.: МГПИ им. В. И. Ленина, 1941.